# Северокавказский легион вермахта
Северокавказский легион вермахта (нем. Nordkaukasische Legion) — военное подразделение немецкой армии времён Второй мировой войны, созданное из числа северокавказских эмигрантов, военнопленных и перебежчиков.

## История
В марте 1942 года Адольф Гитлер подписал приказ о создании Грузинского, Армянского, Азербайджанского, Туркестанского и Горского (из народов Дагестана) легионов. Приказ о создании Волго-татарского легиона (сами легионеры называли его «Идель-Урал») был подписан в августе 1942 года. Формирование легиона началось в сентябре 1942 года под Варшавой из военнопленных кавказцев. Изначально легион состоял из трёх батальонов, которыми командовал капитан Гутман.
В состав легиона вошли итого восемь батальонов под номерами 800, 802, 803, 831, 835, 836, 842 и 843, а также батальон специального назначения «Горец» (Sonderverband Bergmann). Они несли службу как в Нормандии, так и в Голландии, и в Италии. В 1945 году легион был включён в Северо-Кавказскую боевую группу Кавказского соединения войск СС и сражался против советских войск до конца войны.